# Arnaldo Brunetto
Arnaldo Brunetto (Gorgo al Monticano, 29 aprile 1941) è un politico italiano.

## Biografia
Negli anni settanta e ottanta ricopre le cariche di sindaco di Motta di Livenza e consigliere provinciale.
Eletto deputato nel 1987, entra a far parte della commissione affari sociali.